# Циглерівська волость
Циглерівська волость — адміністративно-територіальна одиниця Костянтиноградського повіту Полтавської губернії з центром у селі Циглерівка.
Станом на 1885 рік& складалася з 5 поселень, 8 сільських громад. Населення — 5927 осіб (2940 чоловічої статі та 2987 — жіночої), 885 дворових господарств.
|                     | Площа, десятин | У тому числі орної, дес. |
| ------------------- | -------------- | ------------------------ |
| Сільських громад    | 5062           | 4483                     |
| Приватної власності | 13861          | 6184                     |
| Іншої власності     | 360            | 290                      |
| Загалом             | 19283          | 10957                    |

Поселення волості:
- Циглерівка — колишнє державне село при річці Берестовій за 18 верст від повітового міста, 1468 осіб, 238 дворів, православна церква, школа, 2 постоялих будинки, 2 лавки, 12 вітряних і паровий млини, цегельний і салотопний завод.
- Березівка — колишнє державне село при річці Берестовій, 1810 осіб, 272 двори, православна церква, 2 постоялих будинки, 2 лавки, щорічний ярмарок — 17 березня, 20 вітряних млинів.
- Власівка — колишнє державне село при річці Берестовій, 1590 осіб, 231 двір, православна церква, 2 постоялих будинки, 18 вітряних млинів.
- Шляхове — колишнє власницьке село при балці Шляховій, 680 осіб, 103 двори, православна церква, 2 постоялих будинки, лавка, 10 вітряних млини, цегельний завод.